# Rudki (województwo zachodniopomorskie)
Rudki – wieś w Polsce, położona w województwie zachodniopomorskim, w powiecie wałeckim, w gminie Wałcz.
| SIMC    | Nazwa                | Rodzaj    |
| ------- | -------------------- | --------- |
| 0531424 | Dobrzyca             | część wsi |
| 0531430 | Iłowiec              | część wsi |
| 0531447 | Jarogniewie          | część wsi |
| 1042242 | Leżenica-Leśniczówka | część wsi |
| 1042259 | Wrzosowisko          | część wsi |

W latach 1975–1998 wieś położona była w województwie pilskim.